# ウラジーミル・ベスソノフ
ウラジーミル・ワシーリエヴィチ・ベスソノフ（Volodymyr Vasylyovych Bezsonov又はVladimir Vasilyevich Bessonov、1958年3月5日 - ）は旧ソビエト連邦ハルキウ出身の元同国代表サッカー選手、指導者である。

## 略歴
1976年のデビューからキャリアのほとんどをFCディナモ・キーウで過ごし、強力なシュートと電光石火のスピードを武器に攻撃的なサイドバックとして、ヴァレリー・ロバノフスキー監督の下、オレグ・ブロヒン、オレクサンドル・ザバロフらとともに、キエフの黄金期を支えた。
キエフでの14年間でリーグ優勝6度、準優勝3度、リーグカップ優勝5度のほか、1989年にはウクライナ年間最優秀選手に選ばれている。クラブキャリアハイライトは1985-86シーズン、アトレティコ・マドリードとの決勝を制しUEFAカップ・ウィナーズ・カップを掲げている。
1977年にチュニジアで開催された第1回ワールドユースでは優勝と大会MVPに輝いたのを皮切りに、A代表でも主軸として活躍。1980年モスクワオリンピックでは3位に入り、ソビエト連邦の2大会連続銅メダルに貢献した。
ワールドカップには1982年、1986年、1990年と3度出場。決勝トーナメントには1度しか進めなかったが、西ドイツで開催された欧州選手権1988では準優勝を果たした。
1977年から1990年で通算79試合に出場 (歴代5位) 。ソビエト代表のベスト・プレイヤーの一人であると考えられている。
引退後、CSKAキエフやトルクメニスタン代表の監督を務める。2008年からはオレグ・プロタソフの後を受け、ドニプロの監督に就任している。2010年9月に解任された。
なお、妻は元ソビエト連邦代表の新体操選手で世界新体操選手権団体の優勝メンバー、娘のアンナ・ベッソノバ (Anna Bessonova) は新体操ウクライナ代表として2007年世界新体操選手権で個人総合1位、2008年の北京オリンピックでは銅メダルを獲得している。

## タイトル

### 代表
- モスクワオリンピック : 銅メダル
- FIFAワールドユース選手権 : 優勝、MVP

### クラブ
- ウクライナ年間最優秀選手賞 : 1989
- UEFAカップ・ウィナーズ・カップ : 1985-1986
- トロフェオ・サンティアゴ・ベルナベウ : 1986
- ソビエト連邦トップリーグ : 1977, 1980, 1981, 1985, 1986, 1990
- ソビエト連邦カップ : 1978, 1982, 1985, 1987, 1990
- ソビエト連邦スーパーカップ : 1980, 1985, 1986